# レオパレス21
株式会社レオパレス21（英: Leopalace21 Corporation）は、東京都中野区に本社を置く不動産会社。
アパートの建築請負・賃貸のほか、リゾート施設・介護老人ホームの運営や入居者向けブロードバンド等を行っている。かつては戸建住宅分譲やカーシェアリングも行っていた。

## 概要
1973年（昭和48年）、深山祐助（みやまゆうすけ）により設立された「株式会社ミヤマ」が前身。当初は首都圏で不動産の仲介業を行っていたが、1985年、敷金無料型賃貸マンションの「レオパレス21」事業を開始してから飛躍的な展開を見せるようになる。
1989年（平成元年）に社名を「株式会社エムディアイ（MDI）」に変更（Miyama Development Internationalの略）。またグアム島に滞在型リゾート施設「レオパレスリゾート・グアム」を開設し、レジャー事業に進出する。
2000年（平成12年）に社名を賃貸マンションブランドと同じ「レオパレス21」に変更。2001年から「マンスリーレオパレス」（マンスリーマンション）を販売開始。「マンスリーレオパレス」は前払いの必要があるものの連帯保証人が不要であるため、外国人などからも重宝されている。
2006年5月、入居者から徴収した手数料を売上げに計上せず過少計上し、この別管理の銀行口座から、創業者社長である深山祐助自身と、知人の企業に計47億円を貸付けていたことが発覚。深山は6月1日、私的流用の責任を取り辞任した。後任の社長に、深山と同じ拓殖大学出身である副社長の大場富夫が就任した。しかし、同年11月27日、病気療養を理由に代表取締役社長は専務の北川芳輝に交代する。
2009年3月期を境に業績が急速に悪化、赤字決算が続いた。2010年度より三カ年計画を掲げ、ストックビジネスを基盤とする事業展開でこれまでの新築から既存の物件の賃貸事業の改善を始めている。これにより有利子負債の圧縮、財務と収益の安定を計るのが狙い。また新築事業は経済成長著しい中国市場をターゲットにしている。
2010年2月2日、深山祐助の甥である深山英世が社長に就任。
2010年4月2日からフランチャイズネットワークとして、レオパレスパートナーズ（加盟店制度）を開始した。パートナーズ店はフランチャイズ店としてすべてのレオパレス物件を紹介できると共に、直営店とは違い従来の不動産仲介業を行うことができる。（2017年11月現在、加盟店の新規募集は行われていない）
2010年11月には株式会社住生活グループ（現・株式会社LIXIL）と業務提携を行い、さらに、同年12月には第三者割当による新株発行を実施し、新株全てを同社の子会社で賃貸住宅の仲介や社宅管理事業等を行う住生活リアルティ株式会社（現・株式会社LIXILリアルティ）へ割り当てられた。
2012年11月28日、韓国の住宅管理会社のウリ管理との合弁会社「ウリレオPMC」を韓国の安養市に設立。資本金は2億ウォン(約1500万円)で、両社の折半出資。同社は韓国で初めて設立される企業型住宅賃貸管理会社。
なお、MDIの商号は、2008年10月にレオパレス21創業者の深山祐助の長男で取締役だった深山将史（2008年6月27日退任）の設立した不動産会社の社名として使用され、2019年まで祐助はMDIの代表取締役会長を、将史は代表取締役社長を務めていたが、ソフトバンクグループ入り後の2022年4月にアーキテクト・ディベロッパーに社名変更された。
2019年2月7日、2018年に発覚した界壁施工不備物件に加え、施工不良が新たに最大1,324棟で見つかったため、補修工事などの費用引き当てで、特別損失を360億円追加計上すると発表し、2019年3月期連結決算の業績予想を下方修正した。2019年3月期の特別損失は721億円余りとなり、親会社株主に帰属する当期純損失は686億円余りとなった。
2019年5月30日、宮尾文也が社長に就任。
2020年5月、業績悪化により直営店のおよそ1割にあたる21店舗を一斉に閉店。同年6月、同年3月期の親会社株主に帰属する当期純損失が802億円となったことを発表、同時に急激な業績悪化により、1,000人の希望退職者の募集を発表した。同年8月、ホテルレオパレス名古屋の売却を発表、ホテル事業から撤退。また、希望退職者1,067人が8月末で退職し、追加で直営店26店舗（合計47店舗）の閉鎖を発表した。同年11月、保有していたエンプラス株式会社全株式をリコーリース株式会社へ譲渡。
同年9月28日、6月末時点で118億円の債務超過に陥っていることを発表。9月30日、ソフトバンクグループのフォートレス・インベストメント・グループから普通株式で第三者割当増資122億円、新株予約権付融資300億円、連結子会社のレオパレス・パワーが優先株式で第三者割当増資150億円を受ける。
2021年3月期の連結決算では、施工不備問題が2020年3月期に全棟調査を完了させ、改修工事や入居者の募集再開によって事態が進展し業績回復を見込んでいたものの、新型コロナウイルス感染症の影響により結果として債務超過に陥った。それにより6月29日に猶予期間入り銘柄に指定された。
2022年6月29日、債務超過の解消が確認されたため、上場廃止に係る猶予期間から解除された。

### 主な事業

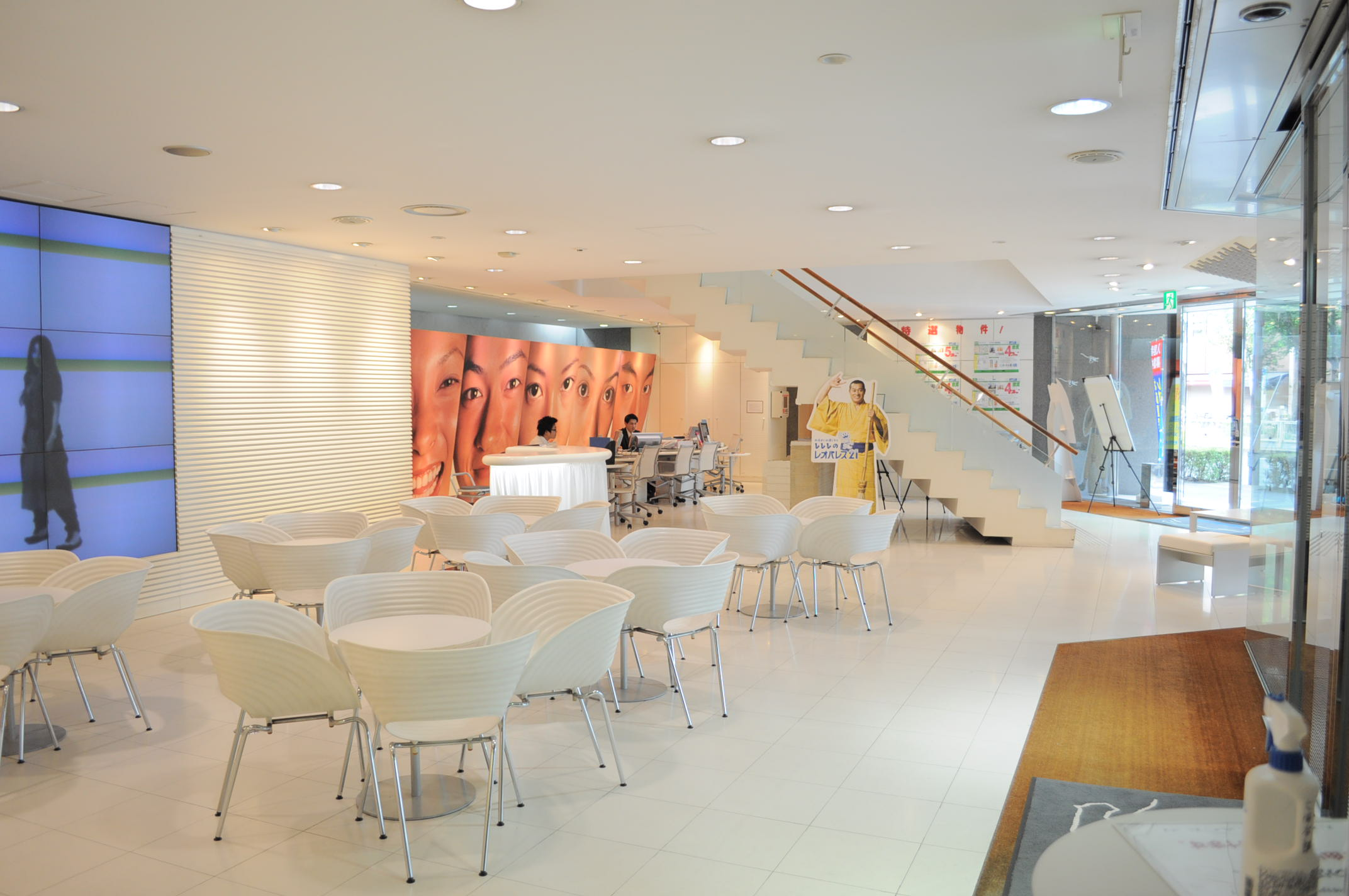
レオパレスセンター大阪店

- アパート建築事業
- 賃貸事業
- 介護・老人ホーム事業(あずみ苑)
- ブロードバンド事業（LEONET）
- リゾート事業
- 国内ホテル事業（レオパレスホテルズ）
- レオパレスパートナーズ事業

## 関連会社
- レオパレス・リーシング
- プラザ賃貸管理保証
- レオパレス21ビジネスコンサルティング（上海）有限公司
- Leopalace21 (Thailand) CO.,LTD.
- Leopalace21 (Cambodia) Co., Ltd.
- LEOPALACE21 PHILIPPINES INC.
- PT. Leopalace Duasatu Realty
- Leopalace21 Singapore Pte.Ltd.
- Woori & Leo PMC Co.,Ltd.
- もりぞう - 2014年4月に業務提携[15]、翌年3月に子会社化[16]の後、不祥事の影響による業績不振もあり、2022年10月にグランディーズに全株式を売却[17]したため、グループから離脱している。
- Leopalace Guam Corporation
- アズ・ライフケア
- あすか少額短期保険
- レオパレス・パワー
- レオパレス・エナジー
- レオパレス・スマイル

## 歴代CM出演者
- 前野憲一郎　1989年[18]
- 広岡達朗
- 八千草薫
- 鷲尾いさ子
- 本木雅弘
- 役所広司
- 伊藤歩
- 宮澤美保 - 「レオパレスリゾートグアム」
- 菅沼龍 - 「レオパレスリゾートグアム」
- 鈴木てるみ - 「レオパレスリゾートグアム」
- 西村雅彦 - 「ビールがうまい」篇、「ダンス」篇、「引越」篇、「1ヵ月後」篇、「隣が留学生・夫婦」篇、「隣が新入社員・画家」篇、等
- 田中麗奈 - 「引越」篇、「1ヵ月後」篇、「隣が留学生・夫婦」篇、「隣が新入社員・画家」篇、「ホテルマン」篇、「受験生」篇、等
- 吉沢悠 - 「ホテルマン」篇
- 伊藤淳史 - 「受験生」篇
- 藤原紀香 - 「紀香はレオパレス」篇、「付いて来た紀香」篇、「start! 入学」篇、「start! 就職」篇、「start! ジングル」篇、等
- 玉城ちはる - 「付いて来た紀香」篇
- 仲程仁美 - 「start! 入学」篇
- 古畑勝隆 - 「start! 就職」篇
- 北島康介 - 「北島君の新生活」篇
- 市川由衣 - 「決めてはセキュリティ」篇
- 石垣佑磨 - 「決め手はブロードバンド」篇
- 田中圭 - 「決め手は家具・家電」篇
- 塚本高史 - 「二人で暮らす。レオパレス」篇
- 柳沢なな - 「二人で暮らす。レオパレス」篇
- 星野真里 - 「ペットと暮らす。レオパレス」篇
- 小池徹平 - 「ビジネスプラン」篇、「学割」篇、「特割プラン」篇、「レレレのレオパレス 賃貸」篇、「レレレのレオパレス 早トク」篇、等
- 河瀬ゆり - 「学割」篇
- 松平健 - 「レレレのレオパレス 賃貸」篇、「レレレのレオパレス 早トク」篇、「学割」篇、「お家賃以上の価値がある」篇、等
- 堀北真希 - 「指さしさんの休日」篇、「指さしさんの朝」篇、等
- 広瀬すず - 「登場」篇、「先輩」篇、「内見」篇 [19]、等
- 平泉成 [19]

## スポーツ関連
- Jリーグオフィシャルスポンサー - 2008年-2010年
- 競泳日本代表オフィシャルスポンサー
- シンクロ日本代表オフィシャルスポンサー
- アジアン・日本ツアー共催ミャンマーオープンタイトルスポンサー
- レオパレス21女子ソフトボール部 - 2002年-2009年、元日本リーグ1部所属。磐田市の園芸業者であるドリームワールドに譲渡。
  - 佐藤理恵 - 北京五輪金メダリスト
  - 藤本索子 - 北京五輪金メダリスト
  - 山根佐由里 - 日本リーグ42連勝記録保持者
  - 小西つどい - 現女子プロ野球選手
- WINDS (ビーチバレー) - 2006年-2008年、神奈川県のプロビーチバレークラブ。2008年まで「レオパレス・ウィンズ」として活動。
- MOLAレオパレスZ - 2008年、SUPER GTにフェアレディZで参戦していたMOLAをスポンサード。2008年GT300クラス優勝。

## スポンサー番組

### 過去
- とんねるずのみなさんのおかげでした（フジテレビ）
- 水10!（フジテレビ）
- ガイアの夜明け（テレビ東京・2010年10月〜2011年3月）[20]
- ズームイン!!SUPER（日本テレビ・2003年頃）
- 5時SATマガジン（中京テレビ・MDI時代）
- クイズ!ヘキサゴンII（フジテレビ・一時期）
- 600ステーション（テレビ朝日・MDI時代）
- ステーションEYE（テレビ朝日・MDI時代）
- 報道ステーション（テレビ朝日・一時期）
- オフレコ!（TBS）
- ダウンタウンDX（読売テレビ）
- マツコ&有吉の怒り新党（テレビ朝日）

## 事件・不祥事・問題

### 施工不備問題
2018年3月29日および4月17日に2名のオーナーから、確認通知図書との相違の指摘を受け界壁施工不備が発覚。4月27日、レオパレス21が、全ての対象物件において確認調査を行なった上で、補修工事を行うと発表した。5月25日、国土交通大臣が会見にて、特定行政庁が建築基準法違反と判断した物件については、違反状態を速やかに解消するよう指導し、必要に応じて免許権者である国、または都道府県が建築士を処分すると答弁した。5月29日、テレビ東京の番組『日経スペシャル ガイアの夜明け』にて「違法建築疑惑のスクープ」として界壁の不備を映像を用いて報道。6月18日、レオパレス21が、調査を加速度的に行うため、界壁施工不備問題緊急対策本部を立ち上げていることを報告。
2019年2月7日、レオパレス21は新たに1324棟の物件で壁や天井などに施工不良が見つかったと発表した。入居者は計1万4443人で、天井の耐火性能が不足する641棟の入居者7,782人に速やかに転居を要請し、他の問題物件の入居者全員にも促す対応を行う。費用は同社が負担する。対象所在地は2018年5月公表の12都府県から33都府県に拡大した。深山英世社長ら取締役が役員報酬の一部を返上すると共に深山社長は、辞任の可能性を示唆した。2月19日には同年1月末時点で界壁施工不備に関し、1,895棟（全国173自治体）の建築基準法違反が確認されたことを国土交通大臣が明らかにした。
同年7月12日、消防庁の発表によると、レオパレス21が施工した267棟の共同住宅において、界壁が耐火構造または準耐火構造に、外壁または天井部が準耐火構造に不適合であり、消防法または火災予防条例の基準に違反する恐れがあること、加えて、レオパレス21が施工した3,964棟の共同住宅についても建築構造等を調査中であることがレオパレス21から報告された。
同年12月13日に国土交通省により該当する共同住宅の施工に関わったレオパレス21に所属する一級建築士3名の免許取り消し処分を発表。2020年8月31日にレオパレス21に所属する一級建築士1名と元社員の一級建築士2名の免許取り消し処分を発表。2021年3月29日には愛知県より名古屋支店事務所の1年間の閉鎖処分と、元社員の二級建築士1名の2か月間の業務停止処分を、翌30日には国土交通省より元社員の一級建築士1名の免許取り消し処分が成された。
レオパレスは不備のあった建物の改修工事の計画を二転三転させていたが、最終的には2024年末までに全件の改修工事を完了させるとしている。

### エアコンの自動停止でトラブル
同社が2002年1月から2015年3月にかけて販売した物件では、地球温暖化対策として、エアコンを3時間で自動停止するよう設定していた。2018年になって、この年の折からの猛暑の影響で、「熱中症に罹りかねない」などの苦情が急増した。苦情や問い合わせは同年7月だけでも1,000件を超えており、同社はこれらの苦情を受け、エアコン機器の交換や設定変更などを実施する事態となっている。
エアコンが3時間停止機能のついたエアコンは、2015年3月以前の物件「ゴールドネイル」「ザイライ」「ゴールドレジデンス」などの比較的古めの物件に取り付けられている。新しい物件「クレイノ」シリーズはエアコンが新しい為、3時間停止機能はついていない。